# Theorie der Geschichte
Die Theorie der Geschichte, Geschichtstheorie oder Historik (von lateinisch ars historica „Historische Kunst[lehre]“; englisch historiology) erläutert und begründet die Grundlagen der Geschichtswissenschaft. Sie ist von der quellenbasierten Geschichtsforschung, der Geschichtsdidaktik und der Geschichtsphilosophie zu unterscheiden. Nicht gemeint sind hier insbesondere geschichtsphilosophische („materiale“) Theorien über den Gang oder Sinn der ganzen Geschichte (von Augustinus von Hippo, Karl Marx bis zu Francis Fukuyama), die auch oft als Geschichtstheorien bezeichnet werden.
Johann Gustav Droysen hat im 19. Jahrhundert die grundlegende Geschichtstheorie im deutschen Sprachraum verfasst. Er schrieb in seinem Grundriss der Historik (1857):
„Das Gegebene für die historische Forschung sind nicht die Vergangenheiten, denn diese sind vergangen, sondern das von ihnen in dem Jetzt und Hier noch Unvergangene, mögen es Erinnerungen von dem, was war und geschah, oder Überreste des Gewesenen und Geschehenen sein.“
Geschichte ist demnach nicht einfach die Vergangenheit, sondern einerseits das in der Vergangenheit Geschehene selbst (lateinisch res gestae), andererseits das Schreiben oder Erzählen über das Geschehene (lateinisch historia rerum gestarum).
Die Geschichtstheorie untersucht die allgemeinen „formalen“ Bedingungen der Erkenntnis von Vergangenem. Konkret sind es Fragen nach der Systematik der wissenschaftlichen Methodenlehre (Methodik und Quellenkunde), Hermeneutik und Heuristik, nach der Eigenart des historischen Denkens oder einer historischen Erklärung, nach den Interessen des Forschers im Prozess oder nach der gesellschaftlichen Bedeutung der historischen Wissenschaften.

## Entwicklung
Die Theorie der Geschichte begann in der antiken Literatur als rhetorisch-didaktische Lehre der Geschichtsschreibung, zum Beispiel bei Plutarch. Im Mittelalter musste sich eine Geschichte der weltlichen Dinge gegenüber der aus christlicher Sicht würdigeren Heiligenvita rechtfertigen, so bei Einhard in Auseinandersetzung mit Sulpicius Severus. Die theoretische Diskussion schritt durch die Aufklärung und den Historismus fort zur Methodenlehre der Geschichtsforschung und zur Erkenntnistheorie des historischen Denkens. Sie integrierte auch Teile der Geschichtsphilosophie. 
Bereits Wilhelm Wachsmuth publizierte 1820 einen theoretischen Entwurf, das grundlegende Werk des deutschen Historismus aber ist Johann Gustav Droysens Historik (1857).
Friedrich Nietzsches Schrift Vom Nutzen und Nachteil der Historie für das Leben (1874) hat in seiner Kritik einer zu stark historisierenden Weltsicht, die er dem zeitgenössischen Historismus vorwarf („Götzendienst des Tatsächlichen“), die zentrale Frage nach den Lebensleistungen der Wissenschaft gestellt. Erst die kritische Sicht der Geschichte erlaubt es, die Last der erinnerten Geschichte immer wieder abzuschütteln. Für ihn steht die Geschichte nahe zur Kunst. In der Gegenwart stehen dieser Position Diskurstheorien wie etwa von Michel Foucault oder Paul Veyne nahe. Viele Historiker wehren sich aber gegen eine Auflösung der Vergangenheit in eine bloße subjektive Konstruktion, darunter Eric Hobsbawm. Die Relevanz von Geschichte ergibt sich aus der für den Menschen unausweichlichen Gegenwärtigkeit des Vergangenen.
Für die deutsche Entwicklung nach 1945 führte die staatliche Teilung zur Kontroverse zwischen marxistischer und sogenannter „bürgerlicher“ Geschichtsschreibung in Ost und West. Dabei standen die Gesetzmäßigkeit der Geschichte und die Parteilichkeit des Historikers im Mittelpunkt. Eine Übersicht gibt dazu Karl-Georg Faber. Innerhalb der bundesdeutschen Debatte vertrat die Bielefelder Schule die Theoriebedürftigkeit von empirischer Geschichtsforschung gegen Theorieskeptiker wie zum Beispiel Konrad Repgen. Auch plädierte sie für eine aufklärerische Rolle von Geschichte gegen historische Mythen und für das Offenlegen der eigenen Voraussetzungen bzw. gegen ihre stillschweigende Setzung, wie den Primat der Außenpolitik. In den 1970er und 1980er Jahren befasste sich ein Arbeitskreis mit geschichtstheoretischen Fragen, in dem neben Jürgen Kocka vor allem Thomas Nipperdey und Reinhart Koselleck hervortraten (siehe Literatur). In den 1980er Jahren entwickelte Jörn Rüsen in mehreren Bänden eine neue geschichtstheoretische Grundlegung über Droysen hinaus, die auch in der Geschichtsdidaktik aufgegriffen wurde. Für ihn ist Geschichte „Sinnbildung über Zeiterfahrung“. Er setzt den deutschen Begriff Historik mit dem englischen Wort Metahistory gleich und versteht darunter die spezifische Selbstreflexion der Geschichtswissenschaften.
International wurde das Selbstverständnis der Geschichtswissenschaft durch die Arbeiten von Hayden White herausgefordert („linguistic turn“), der die Narrativität als Form jeder Geschichtsschreibung klärte.
Heute gehören die postmodernen Debatten um die Mentalitätsgeschichte, die Gedächtnistheorie und ihre Folgen für die Oral History (zum Beispiel bei Harald Welzer), und die Diskurstheorien in ihren Konsequenzen für die Geschichtswissenschaft oder neuerdings die Ikonische Wende mit der explosiven Vermehrung des Quellenmaterials sowie die Neue Kulturgeschichte zu den „heißen“ Themen.

## Theoretische Legitimation
Alfred Heuß beklagte 1959 den Verlust der Geschichte als Bildungsmacht im Nachkriegsdeutschland. Ein Hinweis auf private Liebhaberei reiche nicht aus, etwa zur Begründung eines Schulfaches Geschichte. Kann man aus der Geschichte etwas lernen (historia magistra vitae)? 
Jürgen Kocka, Vertreter der Bielefelder Schule, fasste die sozialen Funktionen der Geschichte 1975 folgendermaßen zusammen:
- Historische Erklärung gegenwärtiger Probleme durch Aufdeckung ihrer Ursachen und Entwicklung (Beispiel Antisemitismus)
- Vermittlung von modellhaften Kategorien und Einsichten politischer Bildung zur Erkenntnis und Orientierung in der Gegenwart
- Legitimation und Stabilisierung sozialer und politischer Herrschaftsverhältnisse, Rechtfertigung politischer Entscheidungen (Beispiel Revolutionsfeiern der USA 1976 und Frankreichs 1989)
- Traditions- und Ideologiekritik, Kritik an historischen Mythen und Legenden (Bsp. Dolchstoßlegende)
- Schaffung eines Möglichkeitsbewusstseins durch Verflüssigung des Gegenwärtigen, Aufzeigen von Alternativen
- Orientierung von Individuen und Gruppen in ihrer Gegenwart, auch durch Aufzeigen des Verschütteten, Nichtaktuellen
- Erziehung zum konkreten und kritischen Denken gegen vorschnelle Absolutheitsformeln, Einsicht in die Relativität von historisch-politischen Perspektiven
- „zwecklose“ Freizeitbeschäftigung, Unterhaltung, Vergnügen

## Bedingungsfaktoren historischer Erkenntnis

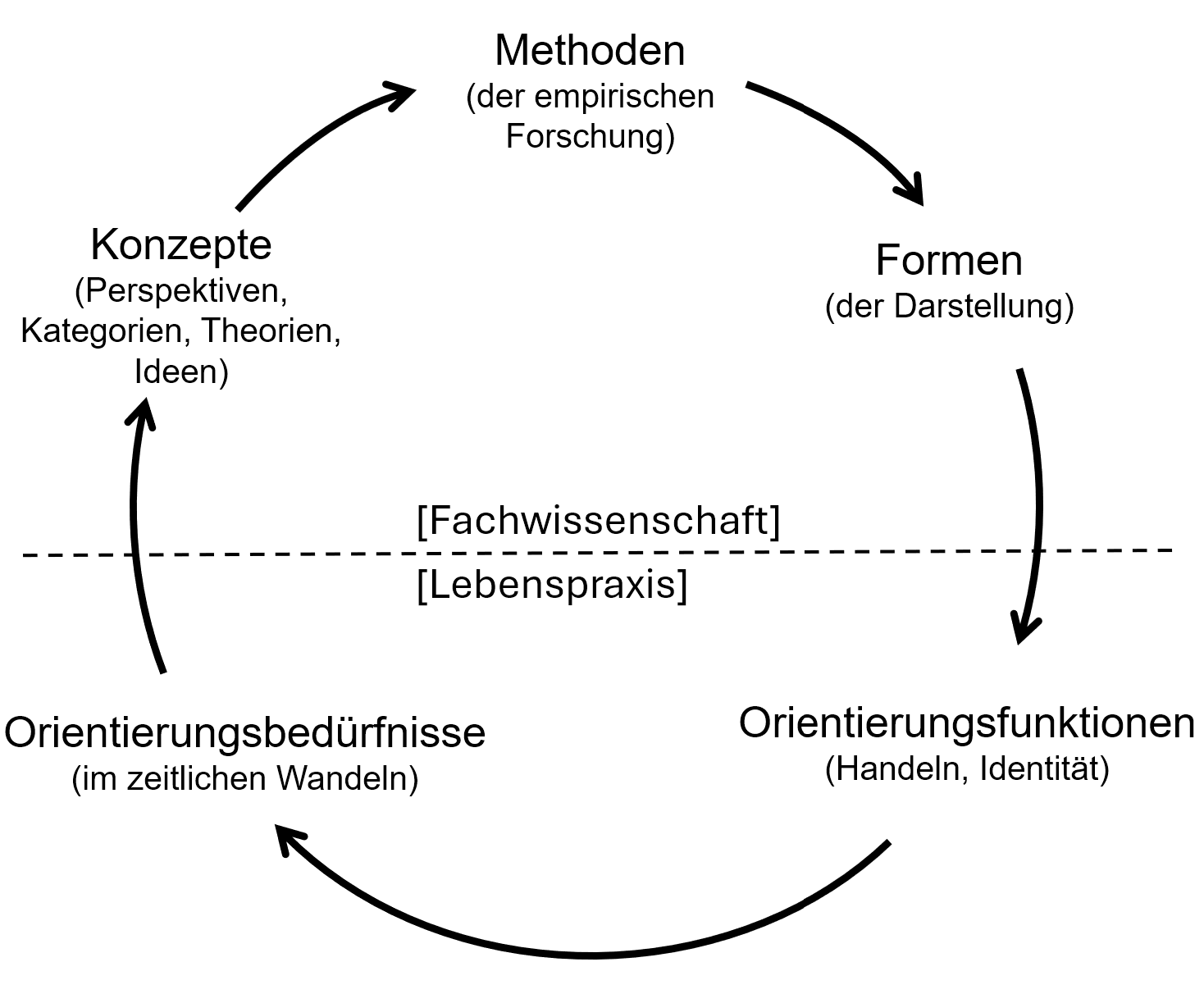
Rüsens disziplinäre Matrix der Geschichtswissenschaft in vereinfachter Darstellung.

Jörn Rüsen begründete 1983 fünf Faktoren des historischen Denkens, die er in den folgenden Jahrzehnten weiter ausarbeitete und differenzierte. Diese fünf Faktoren bilden ein dynamisches System, in dem die einzelnen Faktoren als Etappen komplexer kognitiver Prozesse der „menschlichen Zeitorientierung durch historisches Denken“ fungieren. Durch diese Konzeption wird der Zusammenhang der Geschichtswissenschaft und der Lebenspraxis deutlich: So wirken Veränderungen in der Lebenspraxis durch neue Orientierungsbedürfnisse der Zeit in die Fachwissenschaft hinein. Diese wiederum wirkt durch ihre Erkenntnisse und Ergebnisse der geschichtswissenschaftlichen Forschung wieder zurück in die Lebenswelt der Menschen zurück, die diese aufgreifen können und konkret als Ausrichtungsanker für Prozesse der Identitätsbildung oder konkretes Handeln nutzen können.
Dementsprechend sind die Wissenschaft und Lebenspraxis zwar eng miteinander verbunden, aber dennoch klar voneinander getrennt (Geschichtskultur). 
Initiiert wird historisches Denken durch
- Orientierungsbedürfnisse der jeweiligen Zeit, die in
- Konzepte überführt werden, die sich als erste Perspektiven der Deutung charakterisieren. Diese werden durch die
- Methoden der Geschichtswissenschaft kritisch bearbeitet und verhandelt. Die daraus gewonnenen Erkenntnisse werden in
- Formen der Darstellung nach außen kommuniziert. Das historische Wissen kann dann wiederum
- Orientierungsfunktionen in der Lebenspraxis der Menschen leisten.

Durch Praktiken, Diskurse oder Ereignisse bilden sich dann über die Orientierungsfunktionen wieder neue Orientierungsbedürfnisse, sodass der Kreislauf von vorne beginnt.
Dies ist natürlich eine Abstraktion der historischen Erkenntnis und des Prozesses historischen Denkens. In der Realität sehen alle Faktoren in einem komplexen Interdependenzverhältnis. Verschiedene Orientierungsbedürfnisse stehen permanent gleichzeitig und ungleichzeitig nebeneinander und werden zeitlich versetzt oder gar in Konkurrenz zueinander in die Fachwissenschaft überführt. Die disziplinäre Matrix macht vor allem in theoretischer Form die zeitliche Dynamik des Verhältnisses von Geschichtswissenschaft und Lebenspraxis deutlich: Geschichte und historische Erkenntnisse sind keine endgültigen Konstrukte, sondern befinden sich in einem stetigen Fluss. Geschichte wird permanent neu geschrieben und muss auf neue Fragen und Bedürfnisse der Gegenwart reagieren.

## Problemkreise
Zentrale Probleme der Geschichtstheorie sind nach Karl-Georg Faber (1971):
- Definition von Geschichte
- Individuelles und Allgemeines
- Kausalität und Zufall
- Historische Gesetze und Notwendigkeit
- Typus und Struktur
- Verstehen und Erklären (historische Hermeneutik)
- Sprache und literarische Formen der Geschichtsschreibung (zum Beispiel Hayden White)
- Werturteile und Normen
- Objektivität und Parteilichkeit
- Erkenntnis und Interesse

Im Grenzbereich zur Philosophie auch
- Auffassung vom Menschen (Anthropologie)
- Sinn der Geschichtswissenschaft

### Zeitschriften
- History and Theory
- Journal of the Philosophy of History

### Klassiker und Literatur bis 1990
- Johann Gustav Droysen: Historik. Vorlesungen über Enzyklopädie und Methodologie der Geschichte. HKA hg. v. K. Hübner, Stuttgart 1977, ISBN 3-486-40858-5.
- Marc Bloch: Apologie der Geschichtswissenschaft oder Der Beruf des Historikers. Klett-Cotta, Stuttgart 2002 (französisch 1949), ISBN 3-608-94170-3.
- Edward Hallett Carr: What is History? London 1961 (deutsch: Was ist Geschichte? Stuttgart 1963).
- Robin George Collingwood: The Idea of History. Clarendon Press, Oxford 1946 (deutsch: Philosophie der Geschichte, Stuttgart 1955).
- Kurt Kluxen: Vorlesungen zur Geschichtstheorie. 2 Bände. Paderborn 1974–1981.
- Karl-Georg Faber: Theorie der Geschichtswissenschaft. 4. erw. Auflage Beck, München 1978, ISBN 3-406-06173-7.
- Jürgen Kocka: Geschichte wozu? (zuerst 1975), In: Wolfgang Hardtwig (Hrsg.): Über das Studium der Geschichte. dtv, München 1990, ISBN 3-423-04546-9 (auch in: Geschichte, bsv-Studienmaterial, München 1976, ISBN 3-7627-6020-9)
- Reinhart Koselleck: Geschichte, Historie. In: O. Brunner, W. Conze, R. Koselleck: Historisches Lexikon zur politisch-sozialen Sprache in Deutschland (Geschichtliche Grundbegriffe). Band 2. Stuttgart 1975, S. 647–715.
- Jacques Le Goff: Geschichte und Gedächtnis. Ullstein, Berlin 1999, (ital. 1971) ISBN 3-548-26552-9.
- Jörn Rüsen: Grundzüge einer Historik. 3 Bände:
  - l: Historische Vernunft. Die Grundlagen der Geschichtswissenschaft. Vandenhoeck und Ruprecht, Göttingen 1983, ISBN 3-525-33482-6.
  - 2: Rekonstruktion der Vergangenheit. Die Prinzipien der historischen Forschung. Vandenhoeck und Ruprecht, Göttingen 1986, ISBN 3-525-33517-2.
  - 3: Lebendige Geschichte. Formen und Funktionen des historischen Wissens. Vandenhoeck und Ruprecht, Göttingen 1989, ISBN 3-525-33554-7.
- Wilhelm Wachsmuth: Entwurf einer Theorie der Geschichte, Halle 1820
- Hayden White: Tropics of Discourse. Deutsch: Auch Klio dichtet oder die Fiktion des Faktischen. Klett-Cotta, Stuttgart 1986.

- Reihe: Theorie der Geschichte. Beiträge zur Historik. 6 Bände, dtv, München 1977–1990. (Tagungsberichte des Arbeitskreises „Theorie der Geschichte“)
  - Reinhart Koselleck u. a. (Hrsg.): Objektivität und Parteilichkeit in der Geschichtswissenschaft. 1977.
  - Karl-Georg Faber, Christian Meier (Hrsg.): Historische Prozesse. 1978.
  - J. Kocka, Thomas Nipperdey (Hrsg.): Theorie und Erzählung in der Geschichte. 1979.
  - R. Koselleck, Heinrich Lutz, Jörn Rüsen (Hrsg.): Formen der Geschichtsschreibung. 1982.
  - Christian Meier, Jörn Rüsen (Hrsg.): Historische Methode. 1988, ISBN 3-423-04390-3.
  - Karl Acham, Winfried Schulze (Hrsg.): Teil und Ganzes. 1990.

### Einführungen und jüngere Schriften
- Hans-Jürgen Goertz: Umgang mit Geschichte. Eine Einführung in die Geschichtstheorie. rororo, Reinbek 1995, ISBN 3-499-55555-7.
- Stefan Jordan: Theorien und Methoden der Geschichtswissenschaft. Orientierung Geschichte. Schöningh, Paderborn 2009, ISBN 978-3-8252-3104-0.
- Lothar Kolmer: Geschichtstheorien. UTB, Stuttgart 2008, ISBN 978-3-8252-3002-9.
- Lutz Raphael: Geschichtswissenschaft im Zeitalter der Extreme. Theorien, Methoden, Tendenzen von 1900 bis zur Gegenwart. Beck, München 2003, ISBN 3-406-49472-2.
- Jörn Rüsen: Historik. Theorie der Geschichtswissenschaft, Böhlau, Köln u. a. 2013.
- Erhard Wiersing: Geschichte des historischen Denkens: zugleich eine Einführung in die Theorie der Geschichte. Schöningh u. a., Paderborn 2007.
- Martin Tschiggerl, Thomas Walach, Stefan Zahlmann: Geschichtstheorie. Springer VS, Wiesbaden 2019, ISBN 978-3-658-22882-8

## Einzelbelege
1. ↑  Stefan Haas: Was ist Geschichte? In: geschichtstheorie.de. Abgerufen am 23. April 2023.
2. ↑  Jörn Rüsen: Historik. Theorie der Geschichtswissenschaft. Böhlau Verlag, Köln / Weimar / Wien 2013, ISBN 978-3-412-21110-3, S. 68.
3. ↑  Jörn Rüsen: Historische Vernunft. Grundzüge einer Historik I: Die Grundlagen der Geschichtswissenschaft. Vandenhoeck & Ruprecht, Göttingen 1983, S. 29 ff.
4. ↑  Jörn Rüsen: Historik. Theorie der Geschichtswissenschaft. Böhlau Verlag, Köln / Weimar / Wien 2013, ISBN 978-3-412-21110-3, S. 69.